# Pedicinus badii
Pedicinus badii är en insektsart som beskrevs av Oskar Kuhn och Ludwig 1964. Pedicinus badii ingår i släktet Pedicinus och familjen Pedicinidae. Inga underarter finns listade i Catalogue of Life.